# Hadrobregmus
Hadrobregmus is een geslacht van kevers uit de familie van de klopkevers (Anobiidae).

## Soorten
- Hadrobregmus alternatus (Fall, 1905)
- Hadrobregmus americanus (Fall, 1905)
- Hadrobregmus bicolor Español, 1990
- Hadrobregmus carpetanus Heyden, 1870
- Hadrobregmus confusus Kraatz, 1881
- Hadrobregmus denticollis (Creutzer in Panzer, 1796)
- Hadrobregmus notatum (Say, 1825)
- Hadrobregmus pertinax Linnaeus, 1758
- Hadrobregmus quadrulum (LeConte, 1859)
- Hadrobregmus truncatus (Fall, 1905)